# Castello di Lauterburg
Il castello di Lauterburg è un castello di montagna, oggi in rovina, situato nella località di Lauterburg, nei pressi di Essingen nel Circondario di Ostalb del Baden-Württemberg.

## Storia
Il castello fu probabilmente costruito all'inizio del XII secolo. Appartenne ad Adalberto di Lauterburgo, conte palatino di Svevia dal 1125 al 1146. Tra il XII e il XIV secolo fu costruito un nuovo edificio e nel 1594 il castello fu nuovamente ricostruito in stile rinascimentale. Purtroppo, l'edificio fu vittima di un incendio nel 1732. La chiesa del castello fu costruita nel 1607 e tuttora è la chiesa principale di Lauterburg.
Gli Hohenstaufen, i signori di Oettingen e i baroni di Woellwarth, che ancora oggi vivono nel corpo di guardia interno, furono i principali proprietari del castello negli anni.
| anno             | evento |
| ---------------- | --- |
| intorno al 1100  | Il castello fu probabilmente costruito da un conte palatino di Svevia, molto probabilmente nel primo quarto del XII secolo. |
| 1128             | Lauterburg viene menzionata per la prima volta in documento, nel quale conte palatino di Svevia Adalberto, figlio di Manegoldo il Vecchio, si fa chiamare "Albertus palatinus Luterburch". |
| 1191             | Gli Hohenstaufen, in qualità di duchi di Svevia, prendono possesso del feudo. |
| 1198             | Lauterburg, probabilmente, comincia a essere governato dagli Haken di Wöllstein. |
| 1257             | Waltharus Haggo si fa chiamare "Edler von Lauterburg". |
| 1276             | Gli Hohenstaufen cedono il castello ai conti di Oettingen. "Hans von Aalen" è menzionato come Vogt di Lauterburg. |
| 1345             | Il castello con Rosenstein, Heubach ed Essingen è di proprietà dei conti di Oettingen. |
| 1358             | Lauterburg è consacrata al conte Eberhard il Greiner del Württemberg. |
| 1386             | cita un documento imperiale che il Vogtei (giurisdizione) Lauterburg include interessi e merci “dal villaggio e dal sobborgo di Aulon von mulini, terme e altri beni fruttiferi, compresa la metà del cambio in città. “Tutta Aalen una volta avrebbe dovuto appartenere al governo di Lauterburg. |
| 1405             | Georg III prende il sopravvento von Wöllwarth Lauterburg con Rosenstein, Heubach e Essingen come Württemberg Vogt. |
| 1470             | Rennwart von Wöllwarth estende il vecchio complesso del castello, in particolare il cancello interno. Presumibilmente, iniziò la costruzione del cortile esterno. |
| 1479             | Rennwarth acquista il castello da Wöllwarth, inclusi Essingen e Bartholomä. |
| 1536             | Georg Heinrich von Wöllwarth ha costruito il cancello esterno come parte del cortile esterno. |
| 1594             | Georg Wolf von Wöllwarth realizzò la costruzione di un nuovo castello rinascimentale con tre enormi piani. La struttura medievale del castello principale è in gran parte sostituita. |
| 1601             | Georg Wolf si trasferì dal palazzo della città di Heubach a Lauterburg e aggiunse il nome "von Wöllwarth-Lauterburg". |
| 1607             | costruita da Wöllwarth-Lauterburg la chiesa del castello in stile rinascimentale come parte del cortile esterno. |
| 1721             | viene costruita la canonica. |
| 1732             | il castello brucia completamente e il barone Sebastian V. von Wöllwarth-Lauterburg si trasferisce a Neubronn. Il complesso del castello inizia lentamente a deteriorarsi. |
| 1842             | la ricostruzione del villaggio di Lauterburg dopo un grande incendio ha probabilmente portato al massacro delle rovine. Le volte delle finestre e delle porte sono state rimosse e le volte della cantina sono crollate per estrarre il materiale da costruzione.                                  |
| 1928             | vengono attuate misure di sicurezza per preservare le rovine. |
| 1966             | Due pilastri cadono nel cortile e distruggono parti di un mercatino di alberi di Natale (fortunatamente di notte e senza feriti). |
| Dal 1968 al 1974 | Vengono adottate diverse misure di sicurezza per preservare le rovine, incluso il sostegno e il riempimento del vuoto nel muro quadrato a schiena d'asino. |
| Dal 2015 al 2017 | La chiesa del castello riceve un ampio restauro. |

## Investimenti
Notevoli resti delle mura di cinta sono ancora conservati dell'ex complesso del castello. Anche il cortile esterno (75 metri × 25 metri) è ben conservato e accessibile, inoltre, il castello principale non è a rischio di crollo. Il castello principale sta cadendo sempre più in rovina ed è ricoperto da cespugli e alberi. Il corpo di guardia interno e gli edifici residenziali del cortile esterno sono abitati. Le rovine sono visibili dalla strada degli Staufer dal 1997.

Pianta del sito in rovina di Lauterburg

## Costruzione della cinta esterna
La cinta esterna del castello è collegata al corpo di guardia. In origine il corpo di guardia era l'abitazione del guardiano, in seguito fu ampliato e utilizzato come scuola di paese fino al 1881. Il suggestivo edificio del cortile esterno, con la sua particolare la facciata con arco, è diventato localmente il simbolo del villaggio di Lauterburg. La proprietà di "Äusseres Burgtor" appartiene alla famiglia Rieder e ai loro discendenti dal 1881.
| anno      | evento |
| --------- | --- |
| dal 1470  | il cortile esterno sarà probabilmente disposto. |
| 1536      | Georg Heinrich von Wöllwarth completa il cancello esterno. |
| 1792      | il cancello esterno del castello è in fase di ristrutturazione. |
| 1823      | la comunità acquista la proprietà "Äusseres Burgtor" da utilizzare come casa della scuola, appartamento dell'insegnante e casa per le attrezzature dei vigili del fuoco. |
| 1868      | deve il 2 ° Il pavimento della torre sarà demolito a causa del degrado e l'appartamento dell'insegnante sarà ridotto.                                                    |
| 1881      | viene inaugurata la nuova scuola in paese, ma la proprietà è ancora utilizzata come appartamento per insegnanti.                                                         |
| 1896      | la comunità vende la proprietà alla vedova dell'insegnante Helene (Lina) Rieder.                                                                                         |
| 1953-1986 | Heinzkarl Pfannkuch esegue ristrutturazioni e ristrutturazioni. |
| 1997-2015 | Friedlieb Pfannkuch ha completamente ristrutturato e modernizzato la proprietà.                                                                                          |

Fotografie
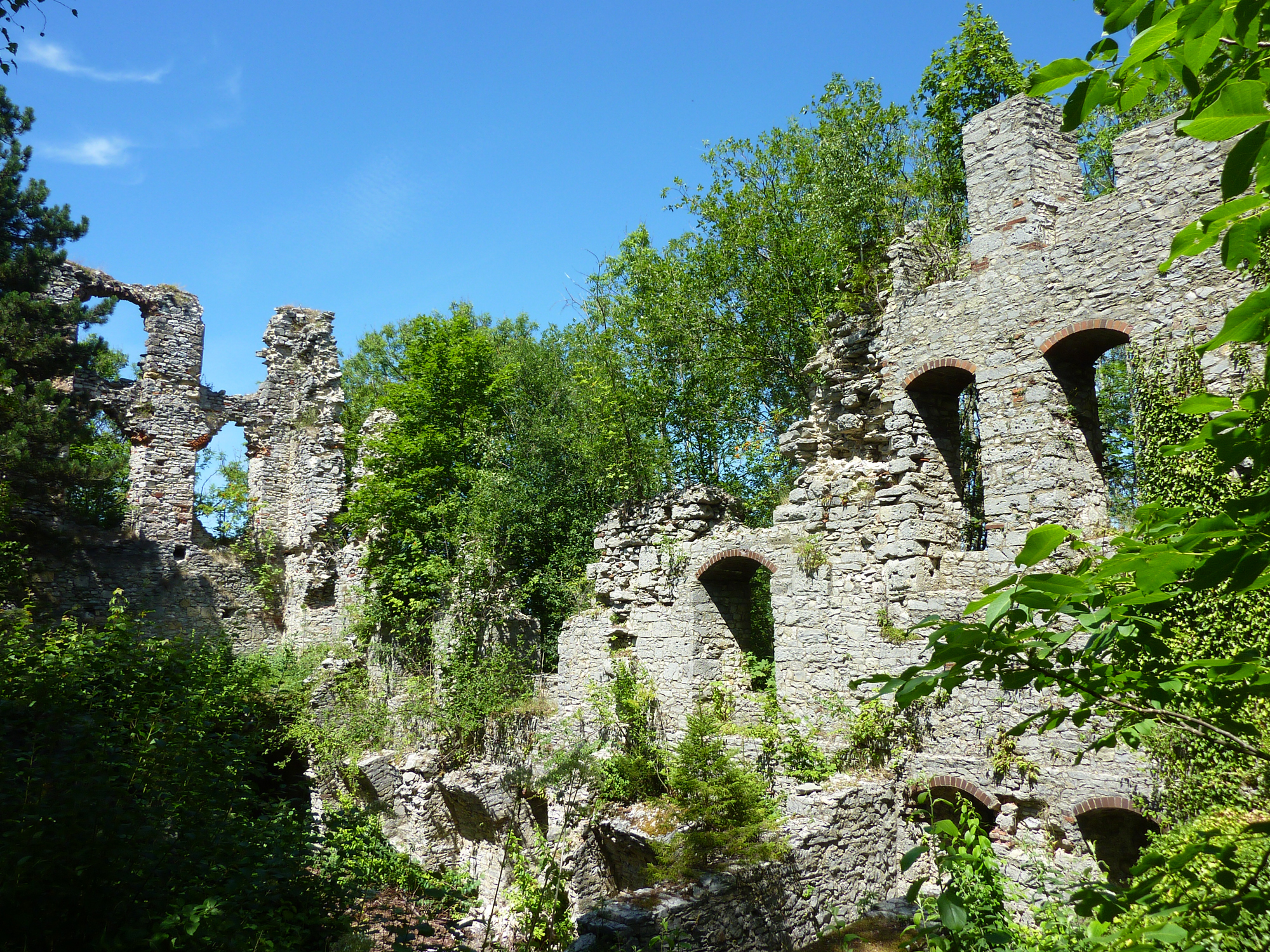
Resti del castello rinascimentale a tre piani a nord-est delle rovine
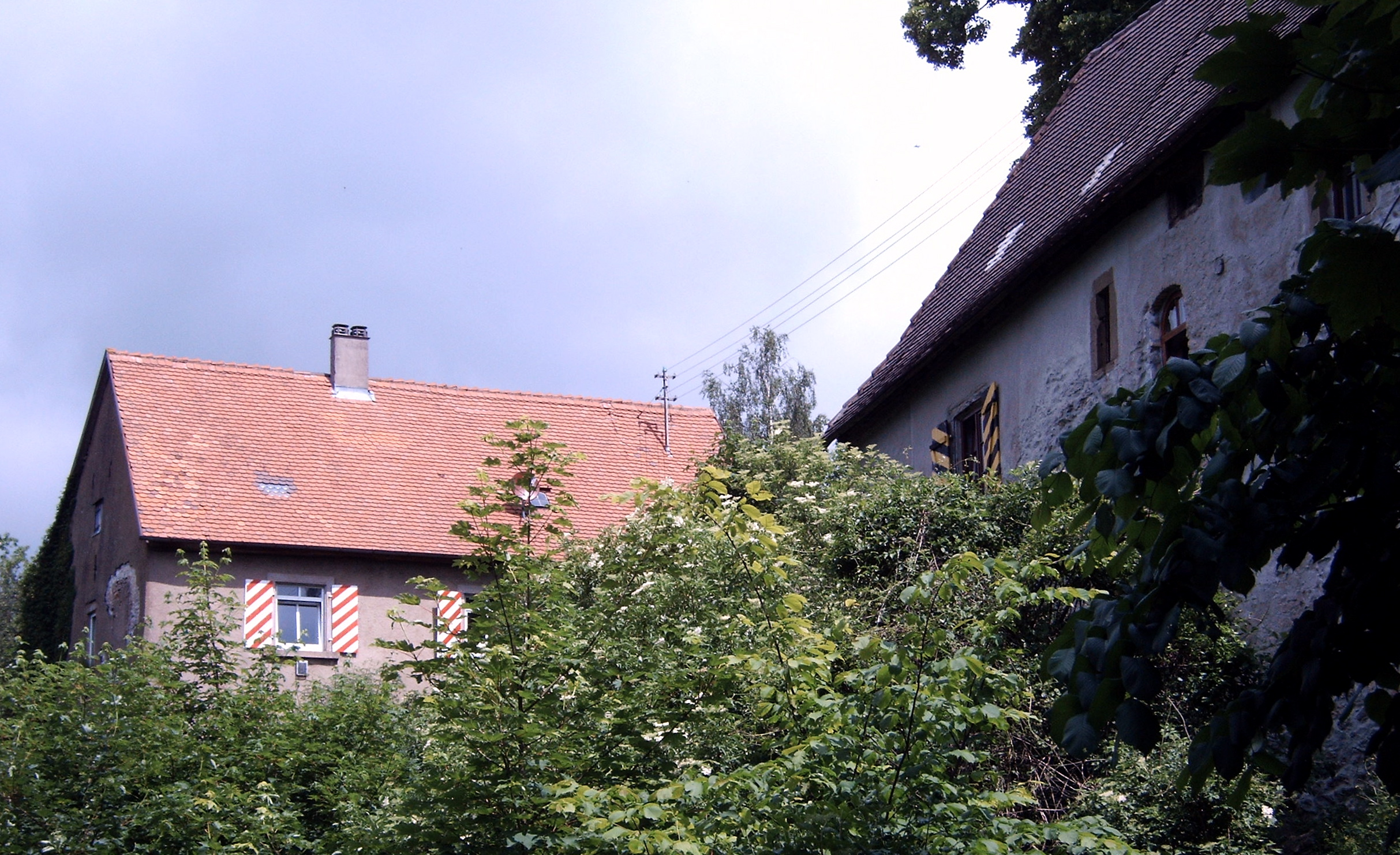
Edificio del cancello interno (a sinistra) e edificio dei portieri da sud
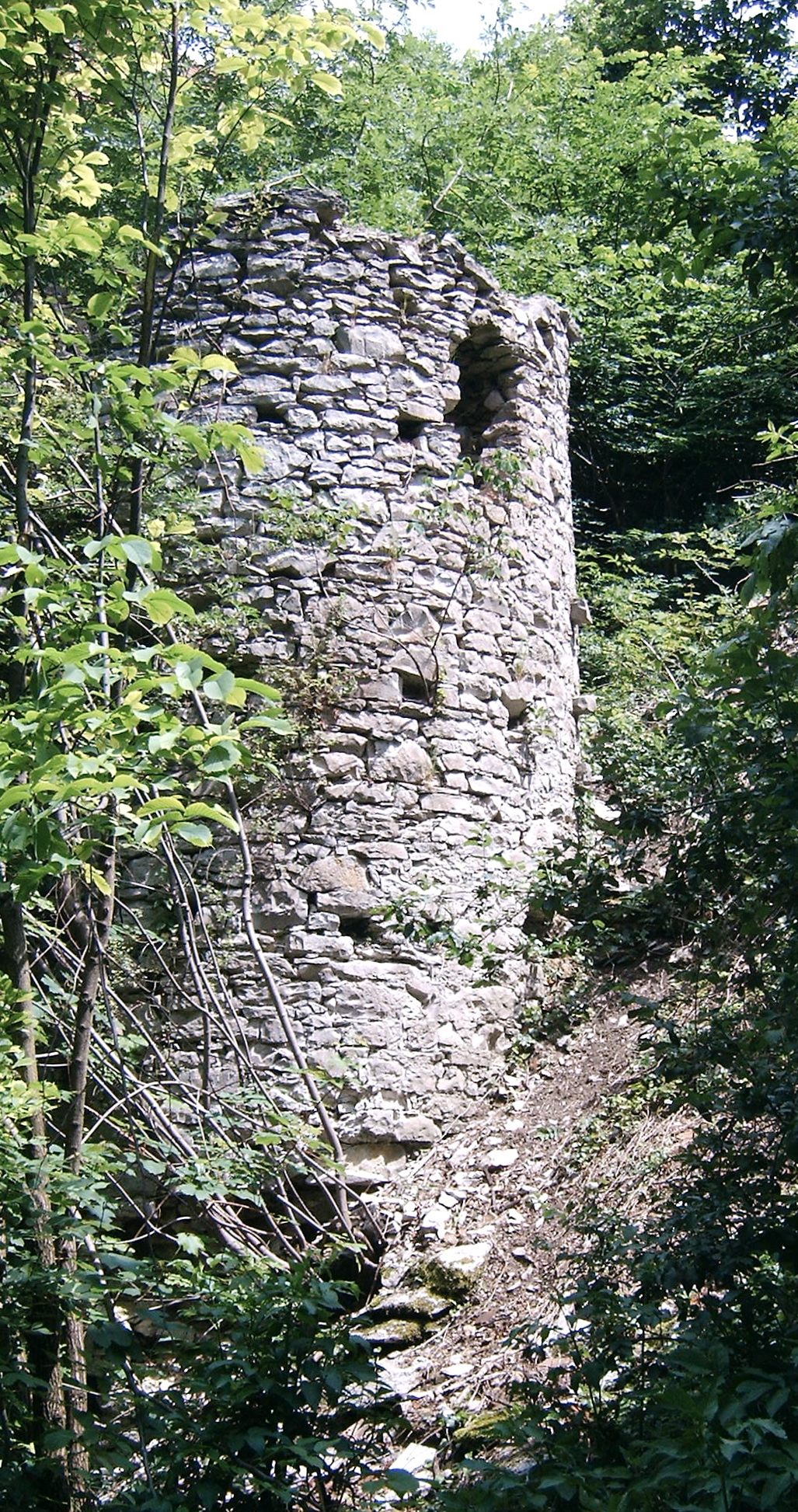
Torre di fianco sud (2008)
Lauterburg intorno al 1890, litografia di un disegnatore sconosciuto
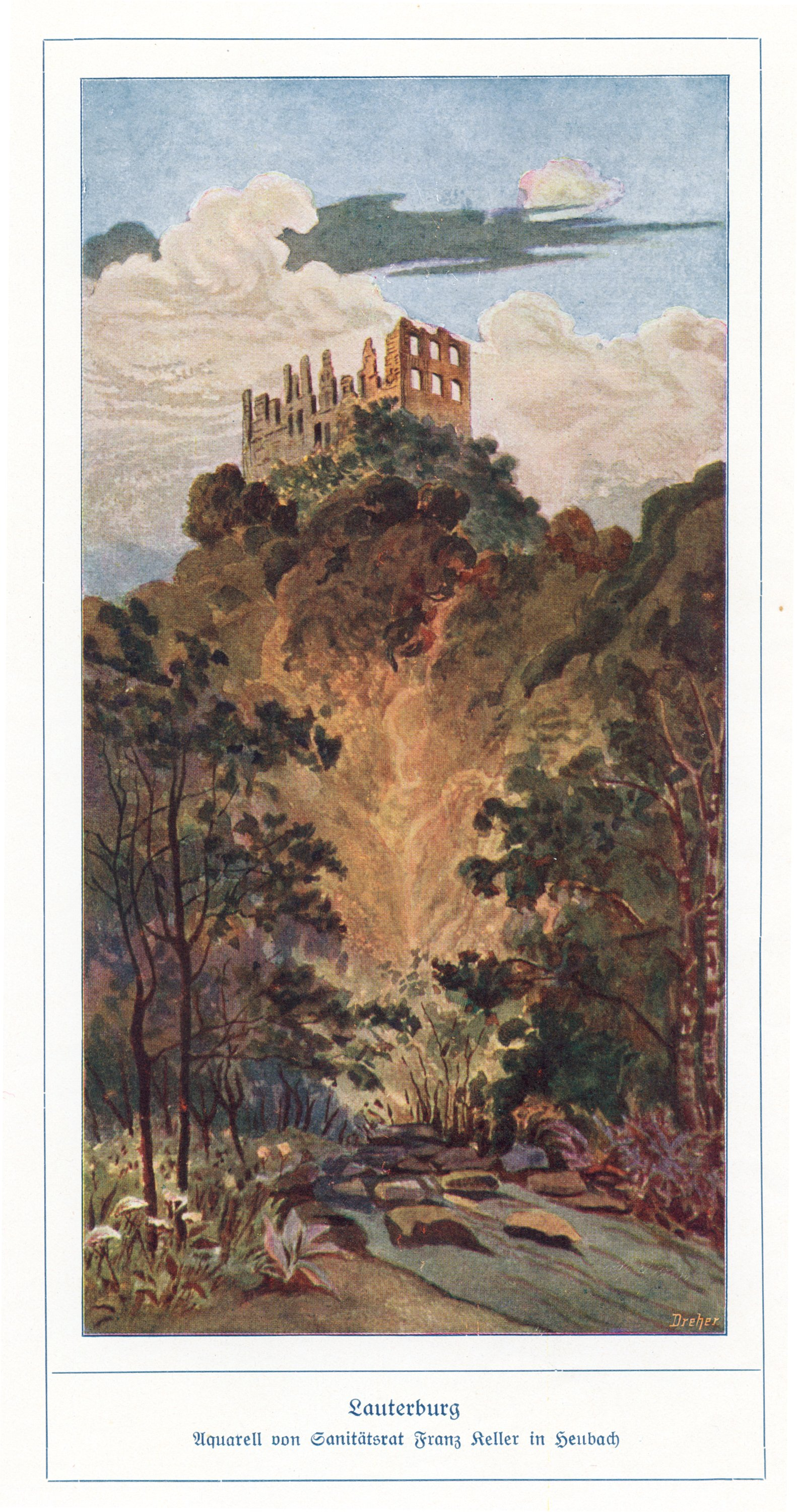
Acquerello (1913) di Franz Keller
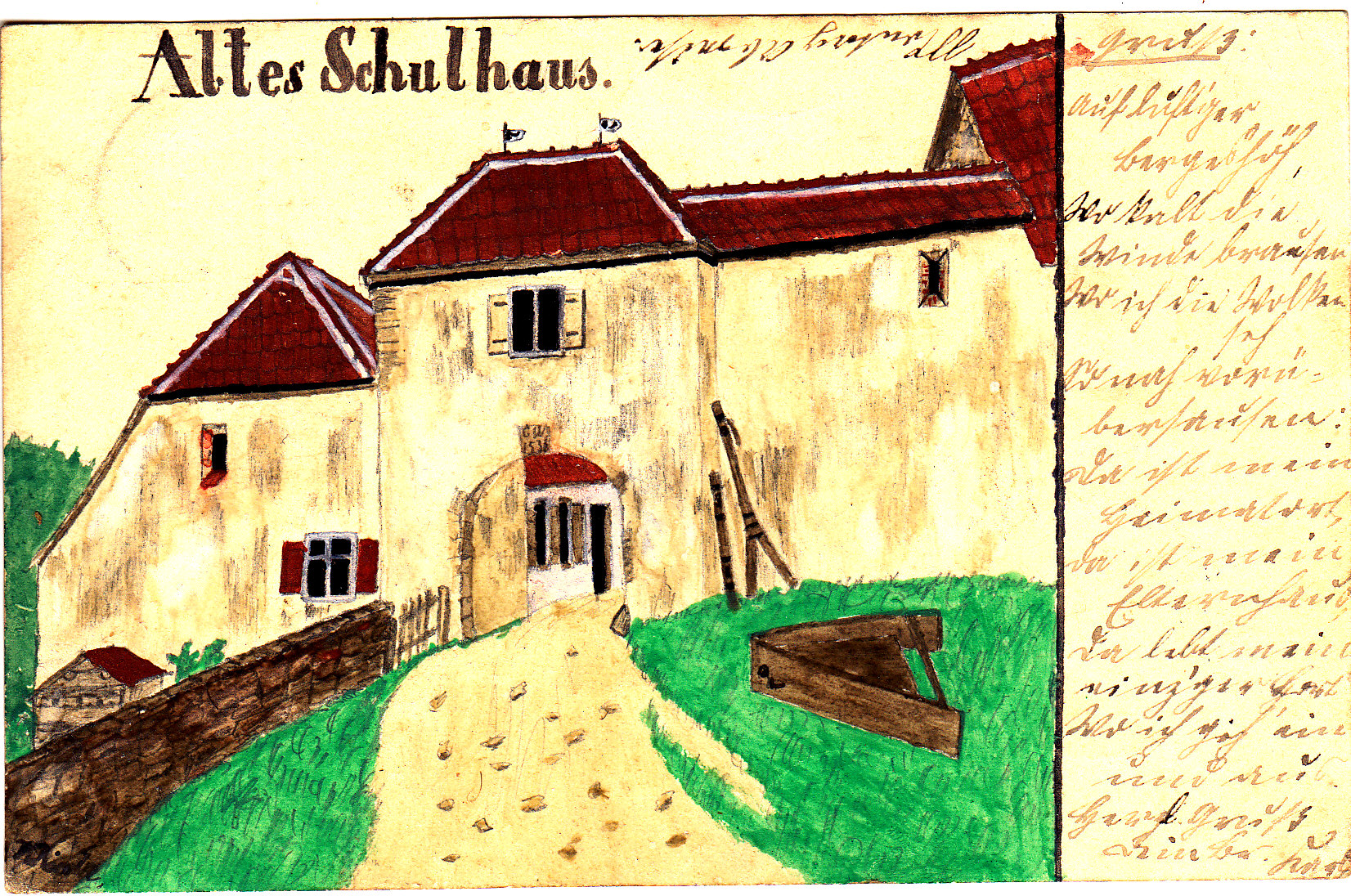
Cartolina vecchia scuola casa, 1900
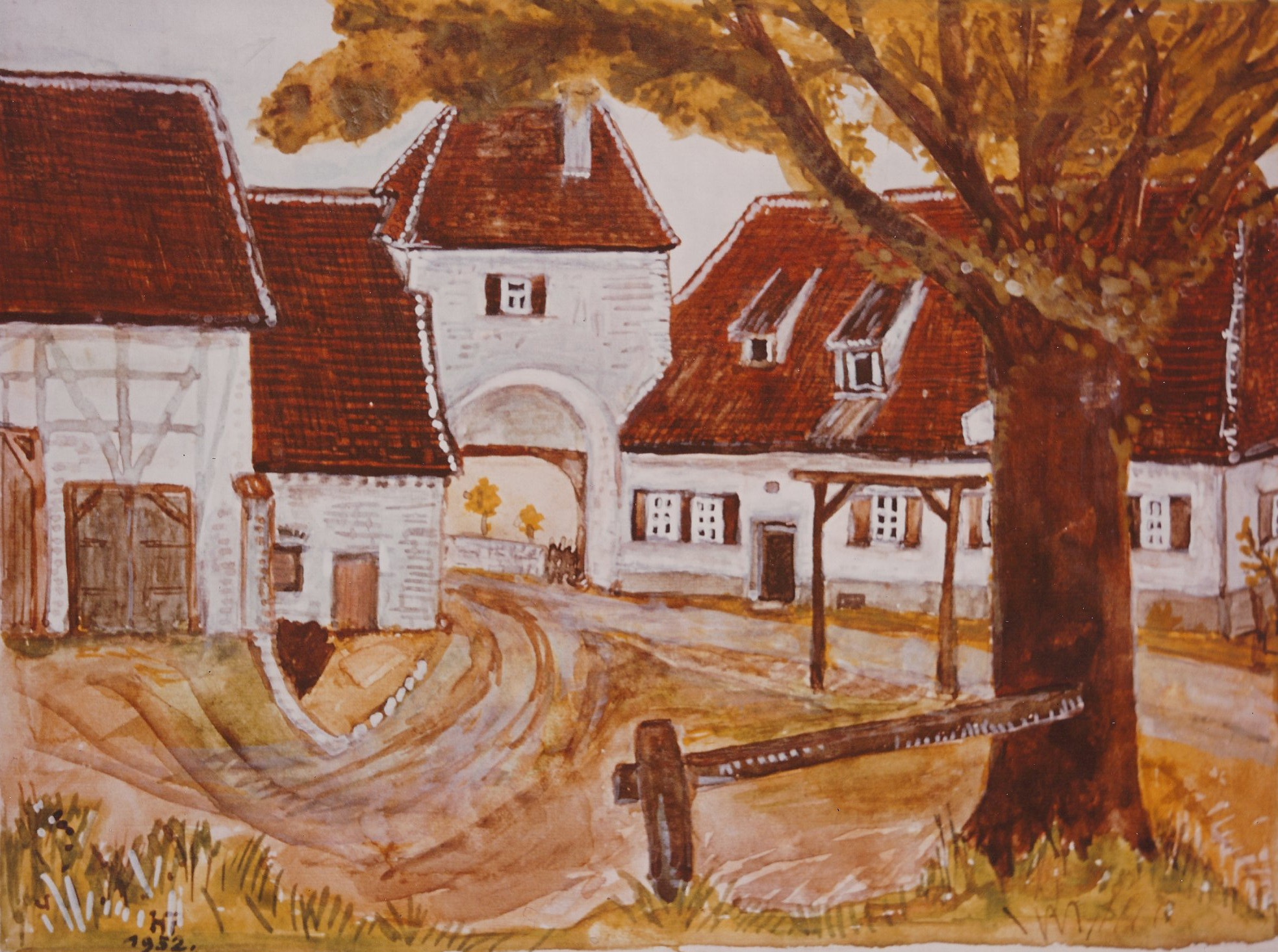
Cancello esterno, vista cortile, 1952